# Douglas Aircraft Company
Douglas Aircraft Company est un ancien constructeur aéronautique américain civil et militaire. Fondé en 1921, il a disparu en 1967 par fusion avec McDonnell Aircraft Corporation pour donner McDonnell Douglas (racheté par Boeing en 1997).

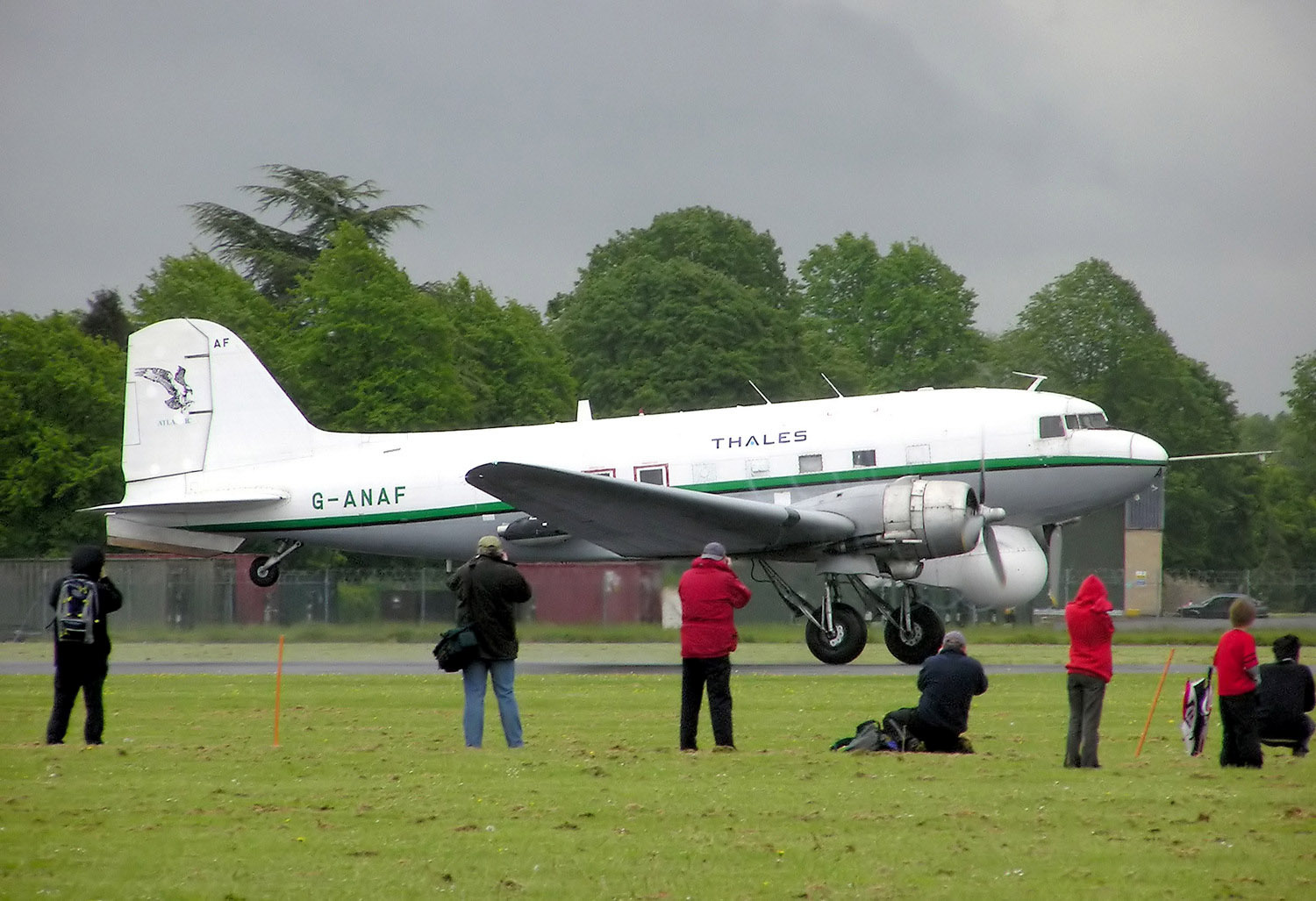
Un Douglas DC-3.

## Histoire

### Les origines
Au début des années 1920, Donald Douglas  rencontra David Davis qui voulait participer au 1er vol sans escale de la traversée des États-Unis. Donald Douglas lui annonça qu’il pouvait construire cet avion, David Davis lui rétorqua qu’il mettait 40 000 $ sur la table pour le projet. Ce fut le point de départ de la Davis-Douglas Compagnie. Il a fallu plus d’un an pour construire l’avion du nom de Cloudster. Cet appareil fit son 1er vol le 24 février 1921 où les deux pilotes faillirent mourir. (L’avion était piloté par Eric Springer qui avait quitté la société Martin). Le Cloudster fut le premier avion à pouvoir décoller avec une charge utile supérieure à son propre poids.
Quatre mois plus tard, Davis et Douglas décidèrent de se lancer à la conquête de ce vol transcontinental. Le 27 juin, l’avion décolla, de New York, avec Davis en passager et Springer aux commandes. En fin d’après-midi, ils survolèrent El Paso ( Texas), mais un problème moteur les obligea à atterrir. Le rêve de M. Davis s’envola lorsque trois pilotes de l’armée, décollant de New York, se posèrent le 3 mai 1923 à San Diego, Californie, en effectuant la première traversée sans escale des États-Unis en 24 h.
David Davis vendit ses parts et laissa Donald Douglas seul aux commandes de la nouvelle entité Douglas Aircraft Company.
L'un des ingénieurs travaillant dès l'origine pour Douglas est le franco-américain Henri Guérin. Il est l’inventeur du procédé Guérin, qui permet de combiner formage et découpage de feuilles d’alliages par action d’un poinçon sur une matrice en caoutchouc. D’abord utilisé chez Douglas, ce procédé a joué un rôle essentiel dans l’industrialisation de la production aéronautique à la veille de la Seconde Guerre mondiale et pendant le conflit.

### Douglas Aicraft Company
Ce vol néanmoins avait intéressé l'US Navy qui passa commande de trois appareils dérivés du Cloudster, et équipés pour lancer une torpille. Le DT-1 était né. (D ouglas T orpedo 1).
Le DT-1 fut le premier exemplaire d'une longue série d’avions fournis à l'Air Force et à l’US Navy pendant plus de 40 ans. Cette dernière commanda plus 93 exemplaire du DT-1 modernisé, le DT-2. L’Army Air Services fut également impressionné par le vol du Cloudster et commanda aussi le DT-2, plus une version spéciale secrète le DWC (Douglas World Cruiser). L’objectif de l’Army Air Services (AAS) était avec le DWC d’effectuer le tour du monde en avion. La première semaine d’avril 1924 quatre DWC s’envolèrent de Santa Monica en Californie, et y retournèrent au mois de septembre de la même année. (Seuls deux avions accomplirent le tour du monde, le premier fut perdu juste au-dessus des Aléoutiennes, le second sur l’Atlantique Nord). À partir de cet exploit les commandes affluèrent du monde entier.
Cela fut une très bonne campagne publicitaire pour les séries d'avions « DC » commerciaux, y compris pour le célèbre DC-3, dont la version militaire fut connue sous le nom de C-47 Skytrain. Douglas créa une grande variété d'avions pour les armées des États-Unis, et principalement pour la Navy.
La compagnie construisait au départ des avions lance-torpilles pour le compte de l’US Navy, ainsi qu’un grand nombre d'avions d'observation et leurs versions commerciales.
En 1922 Douglas construisit six avions par an, alors que dès 1926 la production passa à plus de 120 appareils par an. À ce rythme de progression Douglas avait besoin d’une autre usine, et entreprit de construire la nouvelle unité de production à Santa Monica en Californie à côté de l’aéroport de Clover Field, aujourd’hui aéroport de Santa Monica. En 1928, Douglas pris possession de l'usine de Clover Field. À la fin de la Seconde Guerre mondiale, la compagnie possédait d'autres usines à El Segundo, en Californie, à Long Beach, en Californie, à Tulsa, dans l'Oklahoma, à Chicago, dans l'Illinois et à Oklahoma City, dans l'Oklahoma .
Parmi les premiers employés chez Douglas, il y avait Edward Heinemann, James Kindelberger, et John Northrop. La compagnie a poursuivi sur le marché militaire et a augmenté sa production d'appareils volants amphibies vers la fin des années 1920, et a également déplacé ses équipements à Santa Monica. Vers la fin de la Seconde Guerre mondiale, Douglas avait des usines à Santa Monica, El Segundo, Long Beach et Torrance en Californie, Tulsa et Midwest City dans l'Oklahoma et enfin à Chicago dans l'Illinois.

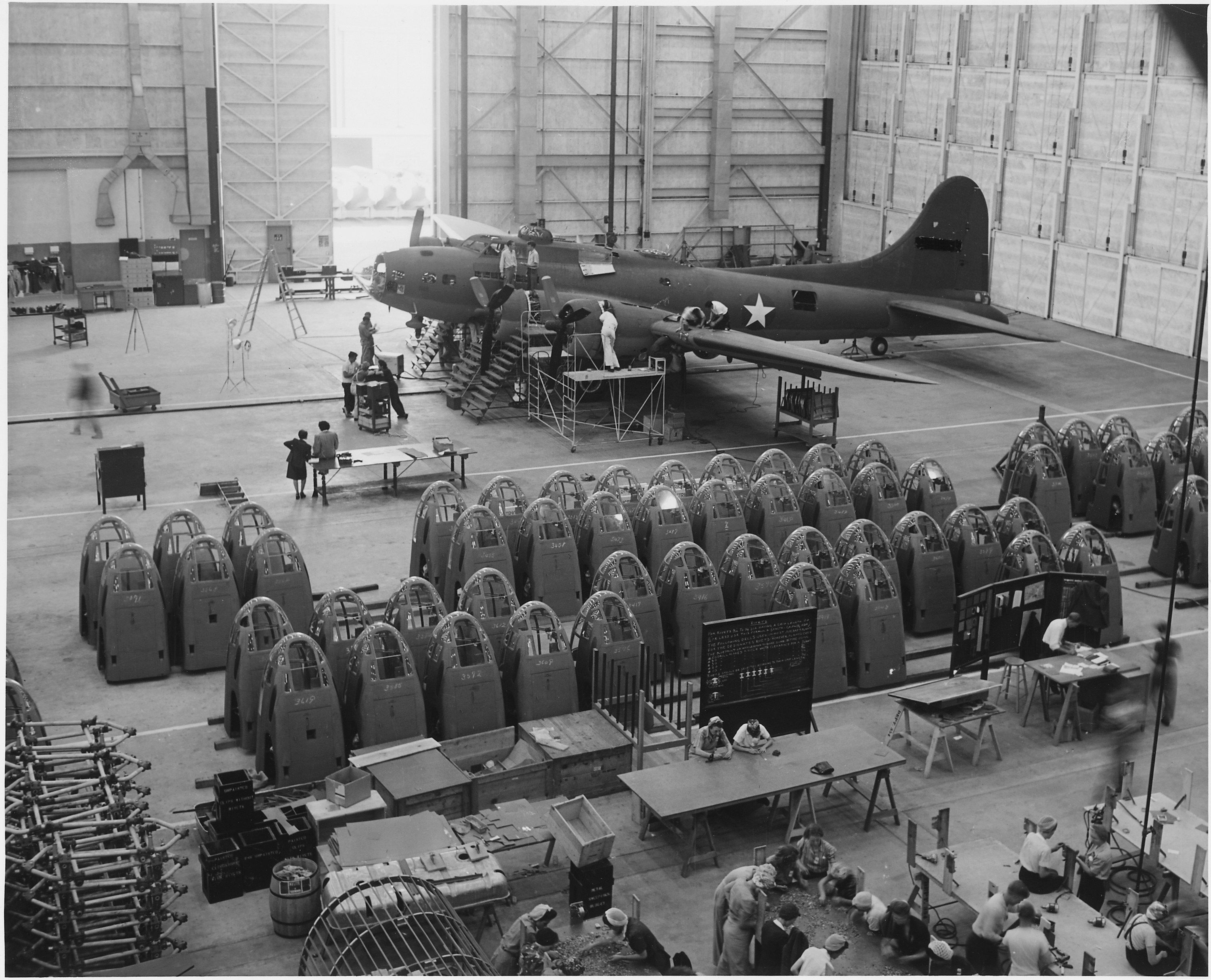
Un B-17F dans l'usine de Long Beach en octobre 1942.

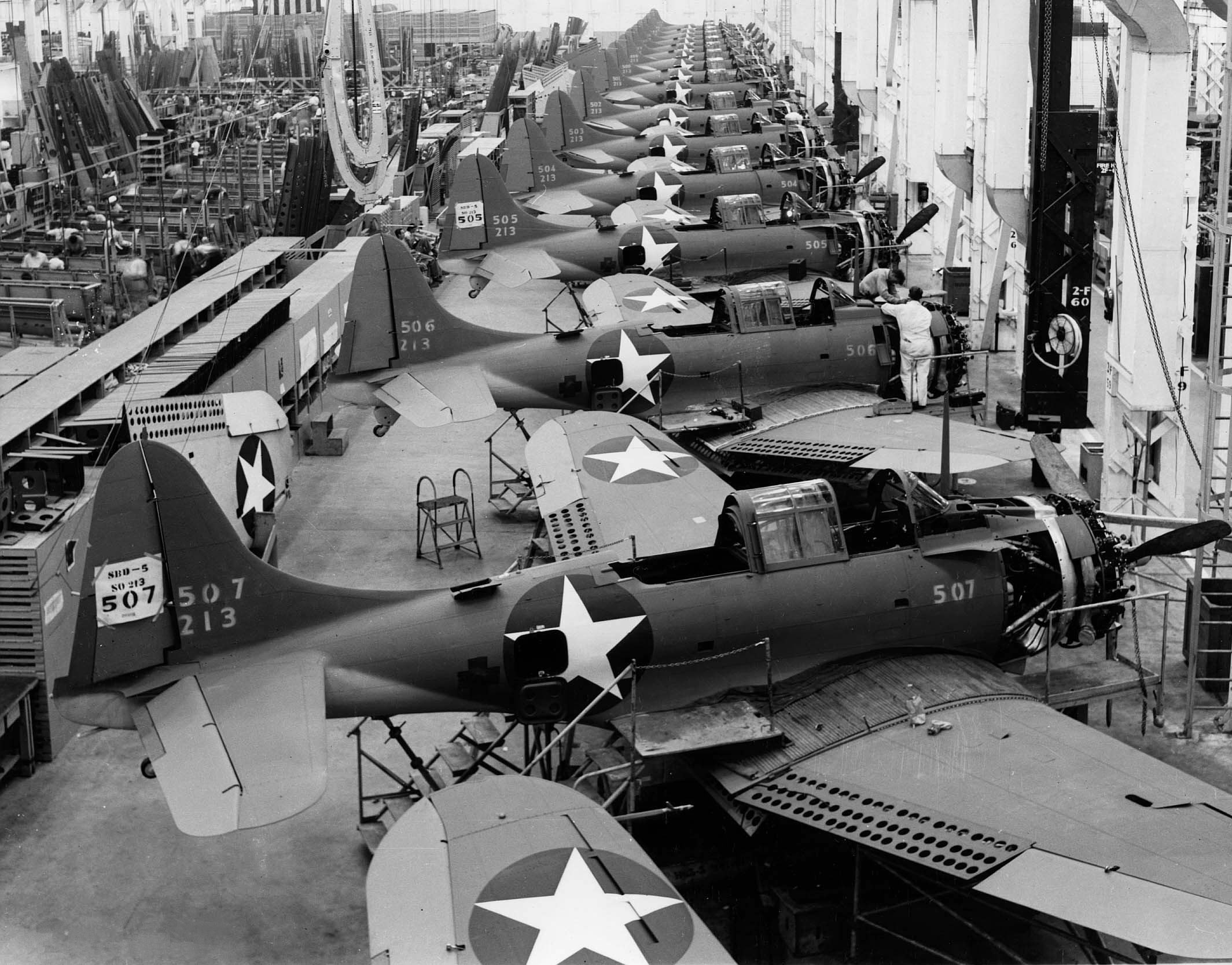
Ligne de production de Douglas SBD Dauntless à l'usine d'El Segundo en 1943.

En 1934 Douglas produisit un transporteur commercial à deux moteurs, le DC-2, suivi par le célèbre DC-3 en 1936. Douglas produisit de nombreux types d'appareils différents, en incluant des avions de ligne, des bombardiers légers et moyens, des chasseurs, des avions de transport et d'observation et enfin des avions expérimentaux. En même temps que ses propres modèles, Douglas a aussi fabriqué des bombardiers Boeing B-17 et B-47 sous licence pour l'USAAF. Douglas fut aussi un pionnier en ce qui concerne les sièges éjectables, les bombes et leurs supports, les missiles air-air, sol-air et air-sol ainsi que les véhicules de lancements de missiles sol-air et sols-sol.

## Les avions militaires

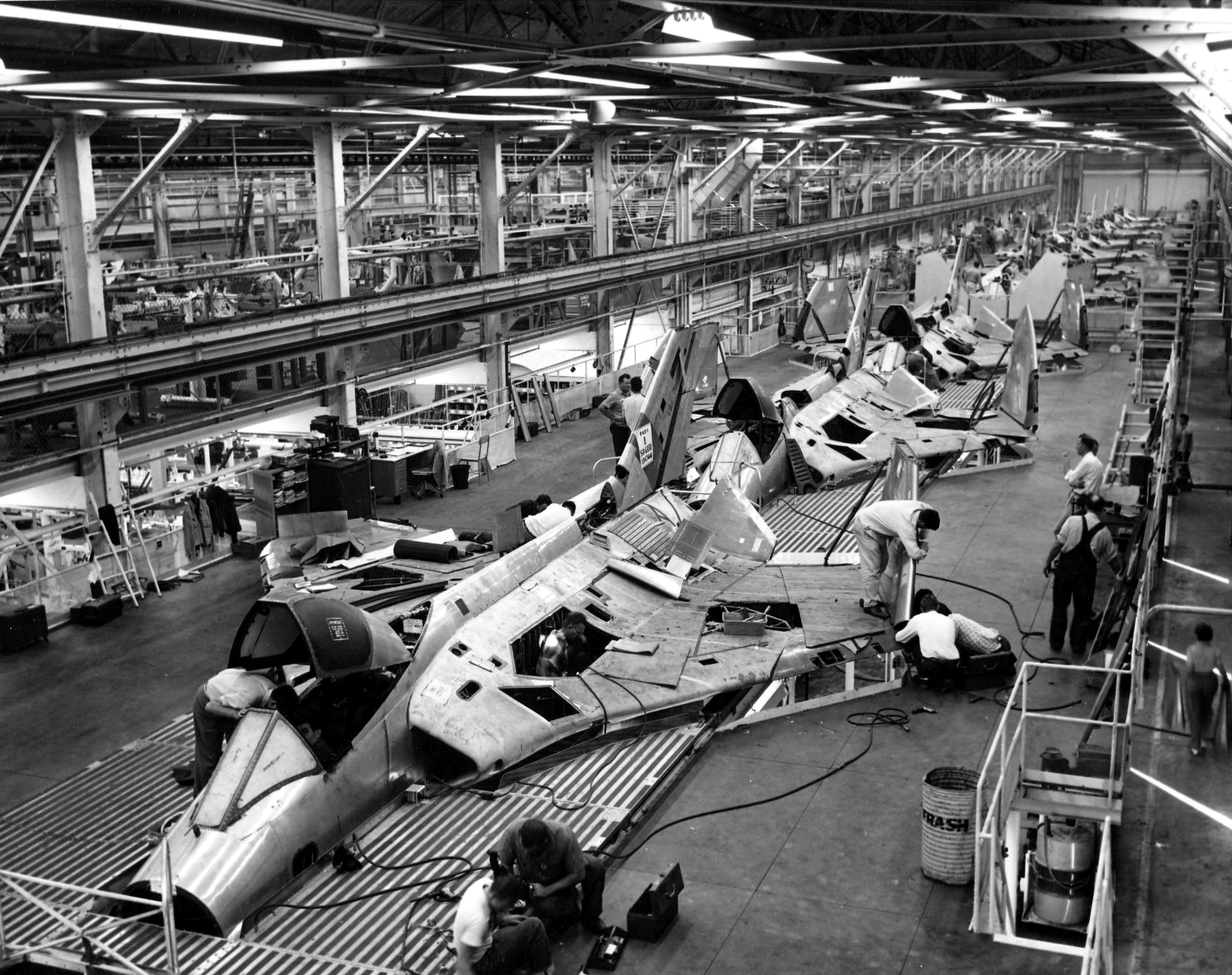
Ligne d'assemblage de F4D-1 Skyray dans l'usine de Douglas à El Segundo en 1956.

### Les avions pour la Marine
Le Cloudster et ses versions navales (les DT-1 et DT-2) furent également à l’origine des C-1 (version de transport militaire du DT-1) et d’avion observation pour Army Air services (O-2, O-6, O-7, O-8 and O-9).
Les DT-1/2 ayant des bonnes performances, l’US Navy demanda à Douglas de produire des versions améliorées notamment au niveau de puissance motrice et l’ajout d’un troisième homme d’équipage devant servir une mitrailleuse arrière. La construction de cet appareil le T2D-1 étant confié également à la Naval Aircraft Factory sous la désignation TN-1
En 1930, Douglas développe un appareil amphibie civil, le Simbad, particulièrement luxueux pour l’époque. Mais la crise de 1929 fit que seuls 11 exemplaires civils furent construits. Paradoxalement, c’est dans un rôle militaire (RD-1, OA-3, C-21/26…) qu’il fut le plus utilisé sous le nom de Dolphin avec 47 exemplaires. Il fut également le premier bimoteur de la firme Douglas.
La Navy disposant maintenant de deux porte-avions, demanda à Douglas de lui fournir un avion-torpilleur embarqué. Prenant comme base le T2D-1, Douglas proposa le XT3D-1. La Marine, le trouvant sous-motorisé, ne passa jamais commande.
Commandé en 1934, le TBD Devastator effectua son 1er vol en 1935. Lors de son entrée en service il fut très moderne pour son époque, mais devint vite obsolète dès 1941, bien que remportant un succès certain lors de la bataille de la mer de Corail. Néanmoins un mois plus tard lors de la bataille de Midway la presque totalité des Devastator fut perdue, et les appareils survivants furent retirés des premières lignes.
En 1939 Douglas absorbe la compagnie de Jack Northrop, et améliore le BT-2 qui devient SBD Dauntless.
En 1948, l’US Navy chercha à développer un bombardier embarqué à long rayon d’action. Douglas proposa le A3D Skywarrior. Il fut l’un des appareils de l’US Navy à rester le plus longtemps en service de 1956 à 1991. L’USAF mit également en œuvre un dérivé du A3B, le B-66 Destroyer mais utilisa en opération la version de reconnaissance E/RB-66.

### Les bombardiers pour l’armée de l’air
Dès les années 1920, plusieurs constructeurs présentèrent des projets de bombardiers lourds (pour l’époque) afin de casser le monopole de la firme Keystone. Seul le Martin MB-1, conçu à l’époque par Donald Douglas, échappa à ce monopole.
En 1934, Douglas lance le DB-1, qui est un dérivé du DC-3, afin de répondre à une demande de l’USAAC pour remplacer le Martin B-10. L’USAAC passa commande du DB-1 qui devient le B-18 Bolo. Puis cherchant a améliorer le B-18, lance le B-23 Dragon. Seuls 38 exemplaires du B-23 ont été construits
En 1935, sur demande de l’US Army Air Corps, Douglas entreprit de construire un bombardier long à long rayon d’action, le XBLR-2/XB-19. Il fut le seul bombardier lourd construit par Douglas, et fut le plus grand bombardier construit jusqu'à l’arrivée du B-36.
En mars 1937, un projet dirigé par Donald Douglas, Jack Northrop et Ed Heinemann lance le Model 7A, un bombardier léger. L’avion étant sous motorisé, le projet fut abandonné. Mais en automne de la même année, l’USAAC recherche un avion d'attaque léger, et Heinemann modifie le projet initial avec des moteurs plus puissant et propose le Model 7B. La France est intéressée par le Model 7B et passe commande de 100 exemplaires. Le Model 7B deviendra la A-20 Havoc au sein de l’USAAC.
Le Dauntless et le Havoc partage la réputation de ramener ces équipages à la maison même s’ils ont subi de sévères dommages.
À la fin de la Seconde Guerre mondiale, Douglas a dû réorganiser ces usines à la suite des annulations de commandes militaires. Les usines à Chicago, Oklahoma City et Tulsa sont fermés, l’usine de Santa Monica se spécialisa dans la fabrication d’avions de transport commerciaux et militaires, l’usine d’El Segundo dans les avions de combat pour l’US Navy, et Long Beach pour les avions de l’USAF.
Le 17 mai 1947, le prototype du XB-43 Jetmaster fit son premier vol. Il était dérivé du  XB-42. Bien qu’il fût le premier bombardier à réaction de l USAAF, il ne fut jamais produit en série en raison de problèmes de stabilité en vol.

## La série Douglas Commercial ou DC
Une des plus grandes séries d’avions commerciaux vit son origine et sa fin dans deux crashs : l’un en mars 1931, impliquant un Fokker trimotor de la TWA, et fut à l’origine du DC1/DC-2, l’autre en mai 1979 sur l’aéroport d’O’Hare à Chicago impliquant un DC-10 qui vit la fin des séries DC, remplacée par MD (McDonnel Douglas).

### DC-1/DC-2
Le 31 mai 1931 un Fokker F-10A Trimotor de la TWA s’écrase au Kansas à la suite de la rupture en vol de son longeron principal de voilure, tuant tous les passagers. Parce que l’entraineur de football américain de l’équipe de Notre-Dame, Knute Rockne, était à bord de l'avion, cet accident fut l’objet d’une énorme couverture aux États-Unis.
TWA à la suite de cet événement chercha un remplaçant à ces Fokker Trimotor. Le Boeing Model 247 était déjà en gestation, mais plutôt destiné à sa filiale de Transport United Airlines. D’ailleurs, pour être sûr de garder une avance sur ces concurrents, United avait passé une commande, avant même le premier vol, de 60 exemplaires. Les autres compagnies devaient attendre plus de deux ans avant de pouvoir recevoir leur premier Model 247. TWA contacta Douglas et lui demanda de développer un avion de transport civil, trimoteurs.
Douglas était surtout un constructeur d’avions militaires et à part 59 M-2 mailplanes et le Dolphin, n’avait aucune expérience dans ce domaine. Au début, Douglas rechigna à prendre le projet car un minimum d'une centaine d'exemplaires étaient nécessaire pour rentabiliser le projet. Finalement, Douglas construisit un exemplaire du DC-1 qui surpassa les demandes de la TWA. TWA passa ensuite commande de la version de série le DC-2. Un total de 130 avions civils et 63 versions militaires (C-32/33/34, C-38/39, C-41/43 et R2D) [9] furent construits.

### DC-3
Le DC-3 toutes versions confondues fut construit à 10 819 exemplaires et servit aussi bien en tant que transport commercial qu’en tant que transport militaire.
Son origine vient d’une demande d’American Airways (qui devient American Airlines). Son président voulait un DC-2 allongé capable d’emporter des couchettes. Le DC-3 DST (Douglas Skysleeper Transport) fut lancé. American reçu le premier de ces 10 DST le 7 juin 1936 et le premier des avions non équipés de couchettes le 18 août. United Airlines, bien que filiale de Boeing, devient le deuxième client du DC-3, et bientôt les autres compagnies américaines passèrent commande du DC-3. Les commandes arrivèrent également d’Europe avec la KLM.
La Seconde Guerre mondiale éclatant, le DC-3 fut naturellement choisi par l’USAAF pour devenir son avion de transport sous la désignation C-47. Le C-47/C-56/C-117/ R4D fut construit à 9 666 exemplaires sans compter les avions construits en Russie et au Japon.
Bien que conçu pour transporter 23 passagers, un C-47 transporta en un seul voyage 68 passagers pendant la Seconde Guerre Mondiale.
Après la Guerre, Douglas pensa reprendre la fabrication de la version civile, mais avec l’énorme quantité de surplus militaire du C47 Skytrain, le projet fut abandonné, les compagnies aériennes pouvant acheter l’appareil pour 25 % du prix proposé par Douglas.

### DC-4
Alors que le premier DC-3 n’était pas encore livré, le projet d’un modèle avec quatre moteurs était sérieusement discuté en sein de l’équipe de Douglas en 1936. United Airlines vient quelque temps après avec un projet d’un avion de transport quadrimoteur, 300 000 Dollars et confia ce projet à Douglas.
Le développement du DC-4E (E pour expérimental) coûta à lui seul 1 634 614 $, l’avion quadrimoteur étant trois fois plus grand que le DC-3, disposait de trois gouvernes.
Néanmoins la version de production fut une version allégée, plus courte et mono-dérive le DC-4A. Cet avion était attendu par les compagnies aériennes car il pouvait voler de Chicago à San Francisco sans escale.
La Guerre étant maintenant déclarée, les DC-4 furent livrés à l’USAAF sous diverses désignations (C-54, C-118, R5D), 1 261 exemplaires furent construits, donc seulement 79 DC-4.
À la fin de la guerre, Douglas reprit contact avec plusieurs compagnies aériennes, mais se trouva confrontée au même problème que le DC-3, les surplus de l’armée faisant fondre le prix d’achat de l’appareil.

### DC-5
Le DC-5 fut l’appareil commercial de Douglas le moins vendu, le moins construit (hormis le DC-1). Seuls douze exemplaires furent construits et sept servirent dans l’US Navy sous la dénomination R3D-1.

### DC-6
Le DC-6 était un avion quadrimoteur, ressemblant au DC-4, et fortement dérivé d’une version militaire du DC-4, le YC-112. Il avait la même envergure que le DC-4, mais étant plus long il pouvait emporter jusqu'à 102 passagers au lieu des 80 du DC-4.
Comme le DC-10, 32 ans plus tard toute la flotte des DC-6 fut interdite de vol à la suite de deux crashs survenant la même année. Quatre mois plus tard, en mars 1948, tous les DC-6 purent reprendre leurs vols. Le demi-succès du DC-6 (600 exemplaires construits) n’était pas dû cette fois au surplus militaire (101 exemplaires C-118 pour l’USAF et 65 R6D pour la Navy) mais à l’émergence du Lockheed Constellation. Le projet du DC-7 étant lancé pour contrer le Constellation.

### DC-7
L’origine du DC-7 est due à Cyrus Rowlett Smith président d’American Airlines, comme pour le DC-2 C.R Smith demanda à Douglas de construire un avion plus grand que le DC-6. Il faut noter que 20 ans plus tôt il fit la même demande à Douglas à propos du DC-2 qui développa le DC-3 DST.
De plus le Lockheed Constellation devenait un concurrent sérieux pour le DC-6. La version du DC-7C Seven Seas fut le premier avion de ligne à pouvoir traverser l’Atlantique.
Néanmoins il arriva au moment où les premiers avions de ligne à réaction commencèrent leurs premiers vols. Boeing pris de l’avance sur Douglas en pariant sur cette nouvelle technologie, au contraire de Douglas qui favorisa d’utiliser des techniques sures et réputées.

### DC-8
En mai 1952 le De Havilland Comet commença les premières liaisons commerciales effectuées par un avion de ligne à réaction. Boeing lança dès le mois d’août de la même année un projet d’avions a réaction pouvant franchir l’Atlantique. Douglas resta un peu en retrait de cette nouvelle technologie, surtout après les différents crashs du Comet. Son équipe réfléchissait surtout à une nouvelle version du DC-7 plus grand, le DC-7D.
Ce n’est qu'en 1955, soit un an après le premier vol du Boeing 707, que Douglas lança l’étude qu’un quadriréacteur le DC-8. Le retard pris par Douglas fut partiellement comblée par le désintéressement que les compagnies aériennes portèrent au Comet.
Le premier vol du DC-8 eut lieu le 30 mai 1958, neuf ans après le Comet et quatre ans après le B-707.

### DC-9
Alors que Boeing dominait le nouveau marché des longs courriers à réaction avec la série du 707, des moyen-courriers avec le 727, Douglas développa le DC-9 pour les courts courriers, une façon également de ne plus entrer en concurrence directe avec Boeing. Douglas pensa à la possibilité de construire sous licence la Caravelle. Malgré un certain intérêt des compagnies américaines pour la Caravelle, aucune vente ne fut réalisée. En 1962 l’étude d’un avion plus petit que le DC-8 fut relancée pour aboutir au DC-9.
Les versions du DC-9/MD-80/B-717 furent vendues à plus de 2 400 exemplaires jusque dans les années 2000. Les premières versions emportèrent 80 passagers sur une distance de 1 000 km.

### DC-10
Bien que les études préliminaires du DC-10 soient lancées sous Douglas, la fin du projet et la construction furent du ressort de McDonnell Douglas après la fusion des deux compagnies. Le DC-10 fut le dernier avion à porter la désignation DC (Douglas Commercial). Il porta d’ailleurs (très brièvement) en fin de vie la désignation MD-10 (McDonnell Douglas) son successeur étant développé sous le nom MD-11.
Comme le DC-3 DST et le DC-7, il fut conçu principalement pour répondre à une demande d’American Airlines.
La version du DC-10-30 servi de base au KC-10 dont 60 exemplaires furent construits.

### Les missiles

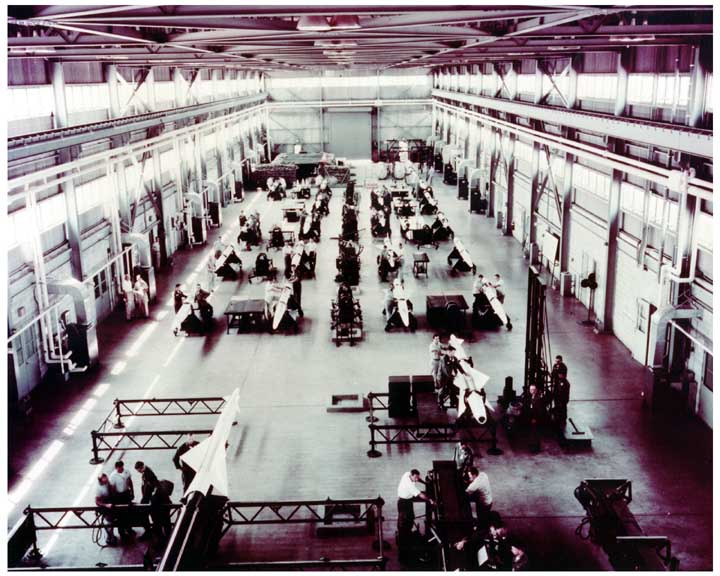
Ligne d'assemblage des premiers Nike Ajax en 1953.

La société fut également engagée dans la production du premier missile air-sol guidé par radar en 1940, le VB-9 Roc. Le missile et le radar de guidage furent parmi les secrets les mieux protégés de l’époque. En 1941 Douglas produisit une version à guidage TV, le VB-10 Roc-2. Bien que les tests fussent prometteurs aucun Roc ne fut mis en service.
Ensuite Douglas travailla sur la mise au point de missile air-air. À ce titre la société développa le AIR-2 Genie, première arme air-air à charge atomique, puis participa aux premières versions du Sparrow.
Mais le programme majeur fut la famille des missiles sol-air Nike (Nike Ajax,  Nike Hercules  et Nike Zeus). L’origine du projet Nike démarra dès la Seconde Guerre mondiale ; l’United States Army voulait un système pouvant abattre un avion avec une portée plus grande et plus efficace que les traditionnels moyens de l’époque (canons). Le contrat fut scindé en deux, Bell Telephone Labs (filiale de Western Electric) fut chargée du système de guidage et Douglas du missile et du système de lancement. Le premier Nike Ajax fut opérationnel en décembre 1953. Le seul inconvénient du système était d’être fixe. L’US Army demanda alors de développer une version mobile, facilement transportable, le Nike Hercules était né et fut mis en service en 1955. Ce missile fut déployé aux États-Unis, en Europe et au Japon. La dernière version ne fut retirée du service qu’au milieu des années 1980.
Le Nike Zeus, un missile de trois étages à charge nucléaire, lui, devait particulièrement défendre le territoire des États-Unis contre les attaques de missiles soviétiques. Il fut déclaré opérationnel en 1959 quand il intercepta un missile balistique intercontinental lancé depuis la Californie, le missile étant tiré depuis l’atoll de Kwajalein dans le Pacifique.

## La fusion
En 1967, la compagnie avait du mal à répondre à la forte demande des avions de ligne DC-8 et DC-9 ainsi qu'aux pressions de l'armée sur le A-4 Skyhawk. Les problèmes liés à l'autofinancement combinés à ceux dus à la guerre du Viêt Nam, ont mené Douglas à accepter la fusion avec McDonnell Aircraft Corporation en 1967 pour former McDonnell Douglas. McDonnell Douglas fut acquis par la compagnie Boeing en 1997, mettant fin à plus de 75 ans de production d'avions par Douglas. Le dernier avion issu d'un modèle de Douglas, le Boeing 717 (dérivé du DC-9) voit sa production stoppée en 2006.

## Les avions produits par Douglas (liste alphabétique)

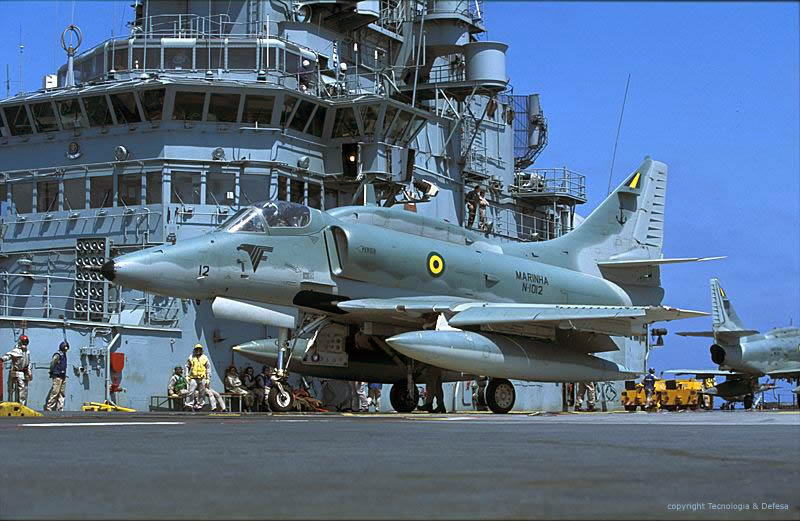
AF-1 Skyhawk(A-4KU) à bord du Sāo Paulo

- A3D Skywarrior
- A-4 Skyhawk
- A-20 Havoc
- A-24 Dauntless
- A-26 Invader
- AD Skyraider
- B-18 Bolo
- B-23 Dragon
- XB-42 Mixmaster
- XB-43 Jetmaster
- Douglas C-1
- C-47 Skytrain/Dakota
- C-54 Skymaster
- C-117 Skytrooper
- C-118 Liftmaster
- C-124 Globemaster II
- C-133 Cargomaster
- Douglas Cloudster
- DC-1/DC-2
- DC-3
- DC-4
- DC-5
- DC-6
- DC-7
- DC-8
- DC-9
- Dolphin
- F3D Skyknight
- Douglas DT
- F4D Skyray
- F5D Skylancer
- F6D Missileer (en)
- P-70 Havoc
- Douglas PD1
- Douglas T2D-P2D
- TBD Devastator
- BTD Destroyer
- X-3
- XB-19
- Douglas XTB2D Skypirate
- Douglas Y1B-7/Y1O-35

## Les missiles
- AGM-48 Skybolt
- AIR-2 Genie
- Delta
- MGR-1 Honest John
- Nike Ajax
- Nike Zeus
- Nike Hercules
- Sparrow I
- PGM-17 Thor